# Bailianhe
Bailianhe är en socken i Kina. Den ligger i provinsen Hubei, i den centrala delen av landet, omkring 110 kilometer öster om provinshuvudstaden Wuhan. Antalet invånare är 19 585. Befolkningen består av 9 271 kvinnor och 10 314 män. Barn under 15 år utgör 14,0 %, vuxna 15-64 år 76 %, och äldre över 65 år 9,0 %.
Runt Bailianhe är det tätbefolkat, med 550 invånare per kvadratkilometer. Närmaste större samhälle är Guankou, 11,2 km sydväst om Bailianhe. Trakten runt Bailianhe består till största delen av jordbruksmark.
Genomsnittlig årsnederbörd är 1 868 millimeter. Den regnigaste månaden är juli, med i genomsnitt 305 mm nederbörd, och den torraste är januari, med 48 mm nederbörd.